# Pierre Marie Louis Lemarcis
Pierre Marie Louis Lemarcis est un homme politique français né le 1er juillet 1762 à Rouen (Normandie) et décédé le 7 mars 1826 à Paris.

## Biographie
Fils d'un riche négociant de Bolbec, anobli par Louis XV, il est nommé secrétaire de l'intendance d'Orléans en 1784. Il est ensuite procureur syndic du district d'Orléans. Suspect en 1793, il échappe de peu à la condamnation à mort devant le tribunal révolutionnaire. Il est élu député du Loiret au Conseil des Cinq-Cents le 23 vendémiaire an IV, siégeant à droite. Il est nommé directeur des contributions directes de la Seine en 1804 et reste à ce poste jusqu'à sa mort.

## Sources
- « Pierre Marie Louis Lemarcis », dans Adolphe Robert et Gaston Cougny, Dictionnaire des parlementaires français, Edgar Bourloton, 1889-1891 [détail de l’édition]